# Simon Zwitzel
Simon Zwitzel (* um 1530; † 1593 in Augsburg) war ein deutscher Architekt und Steinmetz der Renaissance und ab 1570 Augsburger Stadtwerkmeister.

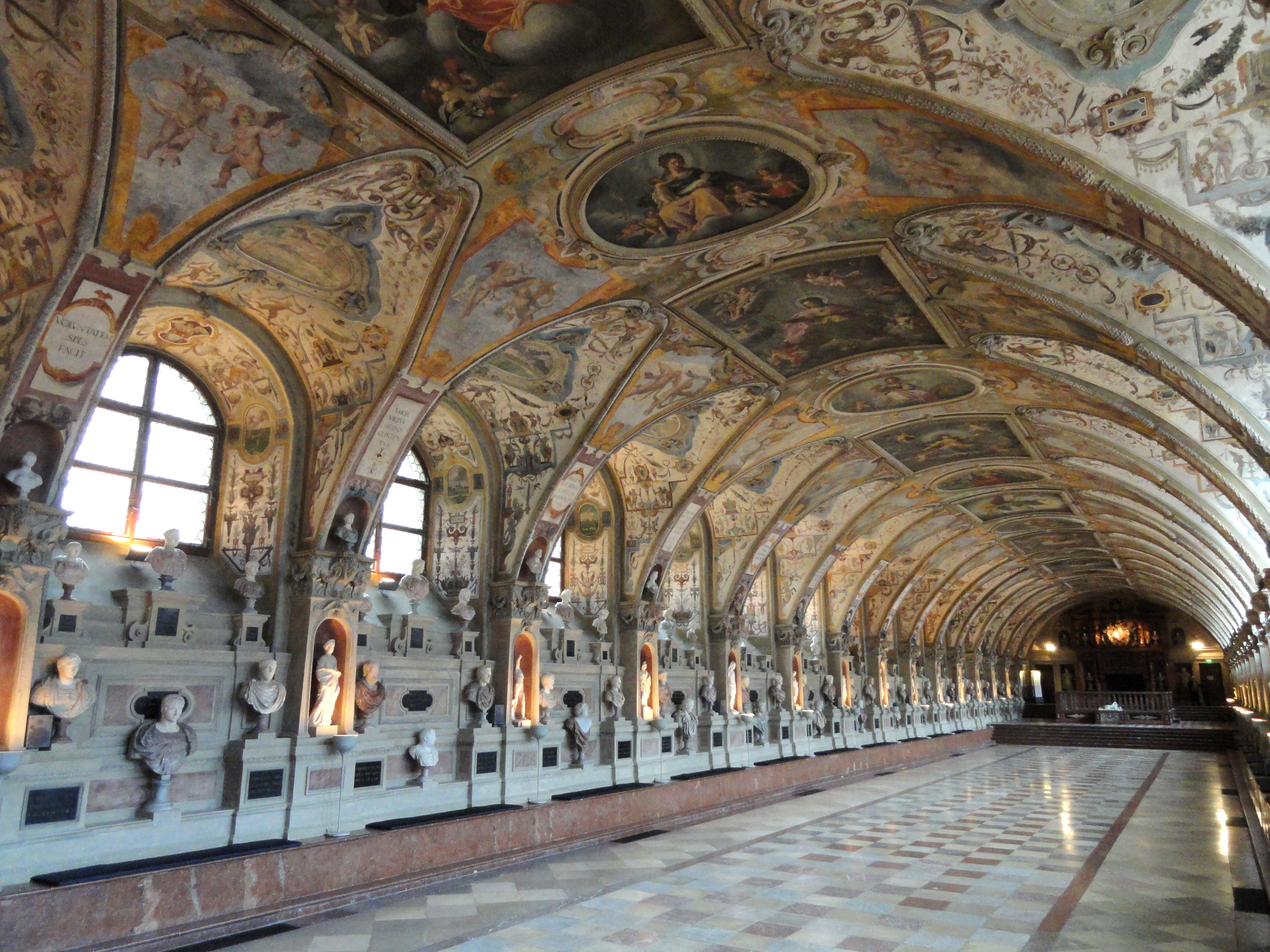
Das von Zwitzel 1569/71 errichtete Tonnengewölbe des Münchener Antiquariums mit späterer Ausschmückung

Simon Zwitzel entstammte einer Augsburger Steinmetzfamilie und war der Sohn des Augsburger Baumeisters Bernhard Zwitzel.
Die erste gesicherte Nachricht über ihn datiert aus dem Jahre 1554. Von 1561 an war Simon Zwitzel Mitarbeiter und etwas später Vertreter seines Vaters, der seit 1538 das Amt des Augsburger Stadtwerkmeisters innehatte. Nach dessen Tod 1570 übernahm er das Amt. Als Maurerpolier stand ihm Ulrich Eckhart zur Seite.
Albrecht V. beauftragte Simon Zwitzel 1568 bis 1571 mit der Errichtung des Antiquariums im Vorfeld der Münchner Residenz. Der Bau entstand nach Ideen des Jacopo Strada, für deren (sehr veränderte) Umsetzung Zwitzel seine Expertise im Bau weitgespannter Gewölbe mit Eisenarmierungen einbrachte. Eine Schnittzeichnung Zwitzels von 1570, die die Bautechnik des Gewölbes zeigt, ist noch erhalten und wurde 1988 identifiziert. Das heute noch bestehende Gewölbe für den Erdgeschossraum war eine anspruchsvolle technische Leistung in seiner Zeit.